# Прапор Старокостянтинівського району
Прапор Старокостянтинівського району — офіційний символ Старокостянтинівського району Хмельницької області України, затверджений рішенням сесії Старокостянтинівської районної ради 15 грудня 2006 року.

## Опис
Прапор району являє собою прямокутне полотнище із співвідношенням сторін 2:3 Прапор розділений червону, зелену та червону горизонтальні смуги, які співвідносяться як 1:1:1. На червоній смузі — блакитна хвиляста смуга.